# 2007 في الدنمارك
فيما يلي قوائم الأحداث التي وقعت خلال عام 2007 في الدنمارك.

## سياسة

### تعيين في المنصب
- 23 نوفمبر – لارس لوكه راسموسن وزير المالية الدنماركي [الإنجليزية]‏.

## أفلام
من الأفلام التي صدرت هذه السنة في الدنمارك:
- 17 ديسمبر – آرن- فارس المعبد من إخراج Peter Flinth [الإنجليزية]‏.

### أبريل
- 21 أبريل – إيزابيلا أميرة الدنمارك